# Ana María Cabrera
Ana María Cabrera es una escritora y docente argentina. Graduada en Profesorado en Letras. Fue becada para realizar estudios de posgrado en Madrid. Investigó acerca de la mujer expresada a través del léxico de la moda en la Real Academia Española bajo la dirección del Secretario Académico Prof. Don Alonso Zamora Vicente. Se graduó con distinción de Master of Arts en la Universidad de California en Los Ángeles. En Buenos Aires ejerció la docencia en el nivel medio, terciario y universitario. 
Escribió artículos en La opinión de Los Angeles.
Profesora de literatura en Escuela Argentina en Los Ángeles, California. 
Escribe columnas "Voz de mujer silencio de la historia" en la revista PROBA Acipesu de Banco Provincia. 
Dio conferencias en el Consulado Argentino en Nueva York.

## Investigaciones
Efectuó trabajos de investigación acerca de género:
“La mujer expresada a través de la moda” Real Academia Española, Madrid, España.
Artículos varios en UCLA, California EUA
“La dignidad de la mujer en el Quijote”. Conferencia Casa de América, Madrid, España, 2005
“La actualidad de A. Berni”. Diario La Arena. La Pampa, 2 de octubre de 2005
“La fortuna, el amor y la muerte: Felicitas Guerrero”. Revista Belle Epoque. Buenos Aires, marzo-abril de 2006
“La tierra es mujer”. Revista Vacaciones &Turismo, columnista desde 2006
“Voz de mujer, silencio de la historia”. Conferencia Colegio Público de Abogados de CABA
Asociación Mujeres Jueces de Argentina. Facultad de Derecho. Universidad de Buenos Aires – UBA –
“La mujer y el campo argentino”. Muhlenberg College, Allenton, Philadelphia, USA

En 2012 fundó Ediciones Felicitas con la temática de novela histórica, violencia de género y derechos de la mujer.

## Libros
- Felicitas Guerrero, la mujer más hermosa de la República. Editorial Sudamericana 1998 - Editorial Emece - Planeta. 2009. Declarada de interés por la Honorable Cámara de Diputados de la Nación

* "Felicitas Guerrero. Tramando". Ediciones Felicitas 2021
- Cristián Demaría, por los derechos de la mujer. Ediciones Felicitas. 2012.
- Regina y Marcelo, un duetto de amor. Ediciones Felicitas. 2008.[1][2]
- Macacha Güemes. Editorial Emece - Planeta. 2011.
- Rituales Peligrosos. Ediciones Felicitas. 2014.
- La puttana de Venecia. Editorial Planeta. 2016.
- Mama Antula. Sudamericana. 2017.
- "Árboles y letras- Un libro a dos voces -" Con Rafael R. Sirvén. Ediciones Felicitas. 2020
- El amor en tiempos de pandemia. Ediciones Felicitas.2020

LA NOCHE LITERARIA DE ANA MARÍA CABRERA
Ana María tiene su noche literaria en el espacio "Despertándote en tu sueños" de Radio Milenium, FM 106.7 todos los martes de 0 a 1 h

## Traducciones
Al italiano
"Felicitas Guerrero. Entre historia y literatura". Análisis filológico traductivo de la novela de Ana María Cabrera. Universita Ca'Foscari Venezia, Italia.Tesi di Laurea Martina Tortato. Anno Accademico 2011/2012
"Regina y Marcelo. Un duetto d'amore".  Caosfera Edizioni. Traduzione di Rosella Scatamburlo. 2015
"Regina y Marcelo. Un duetto d'amore". Ediciones Felicitas de Rosella Scatamburlo. 2017
Al portugués
"Regina e Marcelo. Um duetto de amor". Oficina do Livro (Uma Editora do Grupo Leya). Traducao María Joao Goucha. Capa, María Manuel Lacerda. Portugal,2013